# Vườn quốc gia Yanchep
Vườn quốc gia Yanchep là một vườn quốc gia ở Tây Úc, Úc.